# Gasnetzentgeltverordnung
Die Gasnetzentgeltverordnung (GasNEV), eine deutsche  Verordnung über die Entgelte für den Zugang zu Gasversorgungsnetzen, regelt im liberalisierten Energiemarkt die Ermittlung der Netznutzungsentgelte für die Durchleitung von Gas durch die Netze der Gasnetzbetreiber zu den Verbrauchern. Sie wurde im Zuge der Neuformulierung des Energiewirtschaftsgesetzes notwendig und hat die ursprünglich auf nichtstaatlicher Ebene festgelegten Regelungen der Verbändevereinbarung über Netznutzungsentgelte durch eine staatliche Festlegung ersetzt. Neben den eigentlichen Regelungen zur Ermittlung der genehmigungsfähigen Netzentgelte umfasst die GasNEV Regelungen zum Unbundling und statuiert diverse Berichtspflichten.
Die GasNEV trat am 29. Juli 2005 in Kraft. Die Bestimmungen dieser Verordnung werden ergänzt durch die Anreizregulierungsverordnung (ARegV), die die seit 1. Januar 2009 anwendbare Anreizregulierung umsetzt.

## Regelungsschwerpunkte der GasNEV
Die Verordnung konkretisiert die Methoden der Netzentgeltbildung, zu denen Betreiber
von Gasversorgungsnetzen den Transportkunden Entgelte für den Zugang zu ihren Netzen
in Rechnung stellen dürfen. Sie schafft die Grundlage für die Tätigkeit der
Regulierungsbehörde in diesem Bereich und regelt die Veröffentlichungspflichten der
Netzbetreiber. Sie gilt für alle Gasversorgungsnetze in Deutschland und berücksichtigt die
strukturellen und gaswirtschaftlichen Besonderheiten des deutschen Gasmarktes.

## Methode der Netzentgeltermittlung
Im Teil 2 der Verordnung wird in den §§ 4 ff. die Methode der Netzentgeltermittlung definiert. Hierzu gehören die Kostenarten-, Kostenstellung und Kostenträgerrechnung. Eine besondere Entgelt-Regelung gibt es für den Transport von Biogas (§ 20b GasNEV).
Gemäß § 30 GasNEV hat die Regulierungsbehörde (Bundesnetzagentur) zur Verwirklichung eines effizienten Netzzugangs umfangreiche Rechte, Festlegungen für die Ermittlung von Kosten und Entgelten zu treffen. Hiervon hat sie in der Vergangenheit mehrfach Gebrauch gemacht. Nach § 29 GasNEV kann die Regulierungsbehörde zur Vereinfachung des Verfahrens durch Festlegung nach § 29 Abs. 1 des Energiewirtschaftsgesetzes Entscheidungen treffen zu Umfang, Zeitpunkt und Form der ihr zu übermittelnden Informationen, insbesondere zu den zulässigen Datenträgern und Übertragungswegen.

## Veröffentlichungspflichten
§ 27 Abs. 1 GasNEV verpflichtet Gasnetzbetreiber die für ihr Netz geltenden Netzentgelte auf ihren Internetseiten zu veröffentlichen und auf Anfrage jedermann unverzüglich in Textform mitzuteilen. Werden individuelle Netzentgelte nach § 20 gebildet, sind diese in die Veröffentlichung der Netzentgelte aufzunehmen und der Regulierungsbehörde unverzüglich anzuzeigen.
Nach § 27 Abs. 2 der GasNEV sind Gasnetzbetreiber verpflichtet, jeweils zum 1. April eines jeden Jahres auf ihren Internetseiten regelmäßig nachfolgende aktualisierte Angaben zu Strukturmerkmalen zu veröffentlichen:
- Länge des Gasleitungsnetzes, jeweils getrennt für die Niederdruck-, Mitteldruck- und Hochdruckebene zum 31. Dezember des Vorjahres.
- Länge des Gasleitungsnetzes in der Hochdruckebene nach Leitungsdurchmesserklassen.
- Im Vorjahr durch Weiterverteiler und Letztverbraucher entnommene Jahresarbeit in kWh.
- Anzahl der Ausspeisepunkte jeweils für alle Druckstufen (Definition nach Messdruck am Zähler).
- Zeitgleiche Jahreshöchstlast aller Entnahmen in kWh pro Stunde und den Zeitpunkt des jeweiligen Auftretens (Datum/Uhrzeit).